# باغ‌های بوچارت

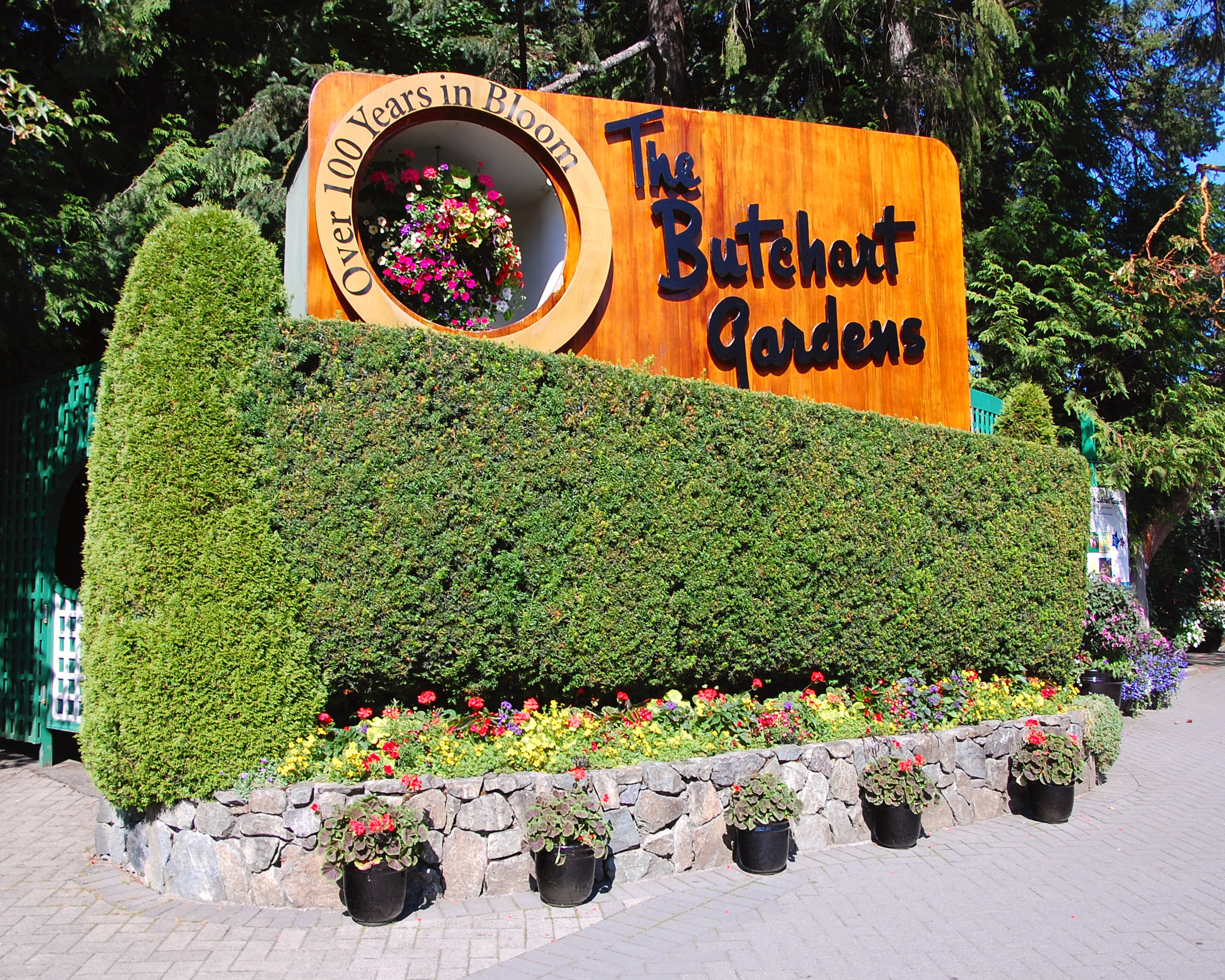

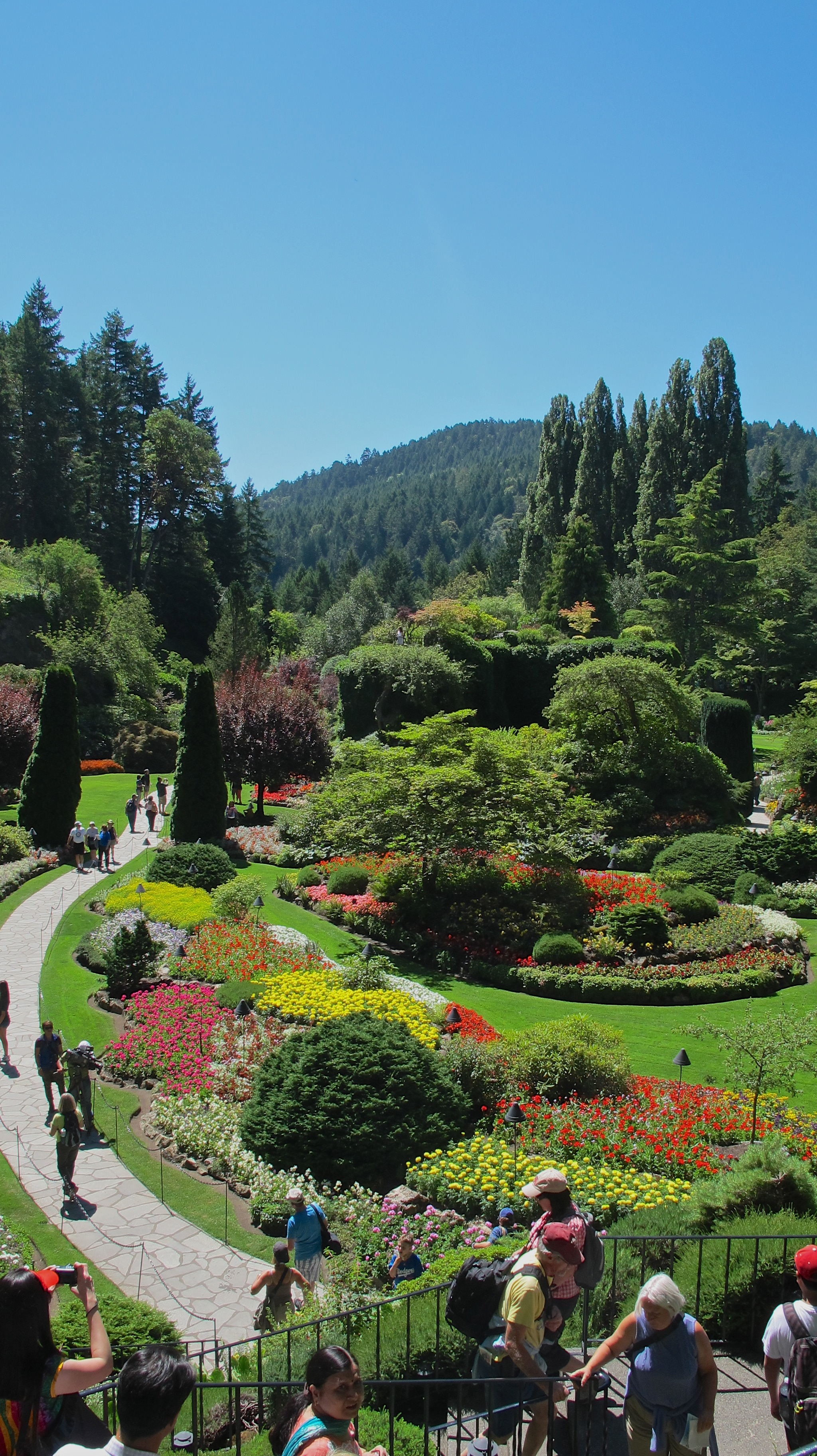
باغ‌های بوچارت

باغ‌های بوچارت (به انگلیسی: Butchart Gardens) به مجموعه باغی گفته می‌شود که در جزیره ونکوور در ۲۱ کیلومتری شمال ویکتوریا در استان بریتیش کلمبیای کانادا واقع است. مساحت کل باغ ۵.۲۶ هکتار است و در سال‌های ۱۹۳۹-۱۹۰۴ تحت نظارت جنی بوچارت طراحی و ایجاد شده‌است. سالانه یک میلیون نفر از باغ‌های بوچارت بازدید می‌کنند.

## تاریخچه
باغ‌های بوچارت در مکانی که قبلاً معدن سنگ آهک بود واقع شده‌است. این معدن به آر. پی. بوچارت تعلق داشت. در سال ۱۹۰۹، معدن سنگ آهک، پس از ۵ سال استخراج تعطیل و تخلیه شد. جنی بوچارت، همسر آر. پی. بوچارت، تصمیم گرفت بر بقایای معدن متروک، باغی ایجاد کند. در یک بازه زمانی ده ساله، با به کار گرفتن کارگران معدن که اکنون بی‌کار شده بودند، تخته‌سنگ‌ها و زباله‌ها از محوطه معدن خارج شد. با اسب و ارابه خاک به منطقه آورده شد و به این ترتیب نخستین باغ از مجموعه باغ‌های بوچارت به نام باغ سانکن ایجاد شد. طراحی اولین باغ به دست جنی بوچارت و سرباغبانش هیو لیندزی (به انگلیسی: Hugh Lindsay) انجام شد. در سال‌های بعد، با مشارکت معماران، طراحان باغ و باغبانان متعدد، بخش‌های دیگری نیز به این باغ افزوده شد: باغ ایتالیایی (۱۹۲۶)، باغ رز (۲۹-۱۹۲۸)، تالاب ستاره (۱۹۲۸) و باغ خصوصی (۱۹۲۸). تا اواخر دهه ۳۰ میلادی، در باغ به روی بازدیدکنندگان باز بود و خانواده بوچارت بدون دریافت پول از بازدیدکنندگان پذیرایی می‌کردند. در سال ۱۹۳۹، خانواده بوچارت، مالکیت باغ‌های بوچارت را به نوه‌شان ایان راس واگذار کردند و راس ضمن گسترش باغ‌ها کسب و کار خانوادگی پردرآمدی نیز از محل باغ ایجاد کرد.